# Янув-Карвіцький
Янув-Карвіцький (пол. Janów Karwicki) — село в Польщі, у гміні Опочно Опочинського повіту Лодзинського воєводства.
Населення — 284 особи (2011).
У 1975-1998 роках село належало до Пйотрковського воєводства.

## Демографія
Демографічна структура станом на 31 березня 2011 року:
|          | Загалом | Допрацездатний вік | Працездатний вік | Постпрацездатний вік |
| -------- | ------- | ------------------ | ---------------- | -------------------- |
| Чоловіки | 145     | 34                 | 92               | 19                   |
| Жінки    | 139     | 33                 | 82               | 24                   |
| Разом    | 284     | 67                 | 174              | 43                   |